# Patinage de vitesse sur piste courte aux Jeux olympiques de 2018 – Relais 5 000 mètres hommes
Navigation
Sotchi 2014 Pékin 2022
Le relais masculin de patinage de vitesse sur piste courte (ou Short Track) aux Jeux olympiques de 2018 a lieu les 13 février 2018 et 22 février 2018 au Palais des glaces de Gangneung à Gangneung (Corée du Sud).

## Médaillés
| Or                                                               | Argent                                                      | Bronze                                                            |
| Hongrie Shaoang Liu Shaolin Sándor Liu Viktor Knoch Csaba Burján | Chine Wu Dajing Han Tianyu Xu Hongzhi Chen Dequan Ren Ziwei | Canada Samuel Girard Charles Hamelin Charle Cournoyer Pascal Dion |

## Résultats

### Demi-finales
Les demi-finales ont lieu le 13 février.
| Rang | Demi-finales | Athlètes     | Pays                                                                         | Temps    | Notes |
| ---- | ------------ | ------------ | ---------------------------------------------------------------------------- | -------- | ----- |
| 1    | 1            | Chine        | Wu Dajing Han Tianyu Ren Ziwei Xu Hongzhi                                    | 6:36.605 | QA    |
| 2    | 1            | Canada       | Samuel Girard Charles Hamelin Charle Cournoyer Pascal Dion                   | 6:41.042 | QA    |
| 3    | 1            | Kazakhstan   | Denis Nikisha Nurbergen Zhumagaziyev Abzal Azhgaliyev Yerkebulan Shamukhanov | 6:47.727 | QB    |
| —    | 1            | Pays-Bas     | Sjinkie Knegt Daan Breeuwsma Itzhak de Laat Dennis Visser                    |          | PEN   |
| 1    | 2            | Corée du Sud | Hwang Dae-heon Kim Do-kyoum Kwak Yoon-gy Lim Hyo-jun                         | 6:34.510 | QA    |
| 2    | 2            | Hongrie      | Shaoang Liu Shaolin Sándor Liu Viktor Knoch Csaba Burján                     | 6:34.866 | QA    |
| 3    | 2            | États-Unis   | J. R. Celski John-Henry Krueger Thomas Hong Aaron Tran                       | 6:36.867 | QB    |
| 4    | 2            | Japon        | Keita Watanabe Ryosuke Sakazume Kazuki Yoshinaga Hiroki Yokoyama             | 6:42.655 | QB    |

QA = Qualifiées pour la finale A
QB = Qualifiées pour la finale B

### Finales

#### Finale A
| Rang                                | Pays         | Athlètes                                                   | Temps    | Notes |
| ----------------------------------- | ------------ | ---------------------------------------------------------- | -------- | ----- |
| Médaille d'or, Jeux olympiques      | Hongrie      | Shaoang Liu Shaolin Sándor Liu Viktor Knoch Csaba Burján   | 6:31.971 |       |
| Médaille d'argent, Jeux olympiques  | Chine        | Wu Dajing Han Tianyu Xu Hongzhi Chen Dequan                | 6:32.035 |       |
| Médaille de bronze, Jeux olympiques | Canada       | Samuel Girard Charles Hamelin Charle Cournoyer Pascal Dion | 6:32.282 |       |
| 4                                   | Corée du Sud | Seo Yi-ra Kim Do-kyoum Kwak Yoon-gy Lim Hyo-jun            | 6:42.118 |       |

#### Finale B
| Rang | Pays       | Athlètes                                                                     | Temps    | Notes |
| ---- | ---------- | ---------------------------------------------------------------------------- | -------- | ----- |
| 5    | États-Unis | J. R. Celski John-Henry Krueger Thomas Hong Aaron Tran                       | 6:52.708 |       |
| 6    | Kazakhstan | Denis Nikisha Nurbergen Zhumagaziyev Abzal Azhgaliyev Yerkebulan Shamukhanov | 6:52.791 |       |
| 7    | Japon      | Keita Watanabe Ryosuke Sakazume Kazuki Yoshinaga Hiroki Yokoyama             | 7:02.554 |       |